# Azogues
Azogues is een stad en parochie (parroquia) in Ecuador in het kanton Azogues en de hoofdstad van de provincie Cañar. De stad telt 38.000 inwoners en is gelegen op 2518 meter boven zeeniveau. Azogues ligt aan de Pan-Amerikaanse Snelweg, net ten noorden van Cuenca.
De naam Azogues is Spaans voor kwikzilver en de stad werd zo genoemd omdat er in de 16e eeuw door de Spanjaarden kwikzilver in de nabijgelegen bergen werd gevonden. De stad staat bekend om de productie van Panamahoeden.